# Farida Benlyazid
Farida Benlyazid, née le 10 mars 1948 à Tanger, est une critique de cinéma, réalisatrice, scénariste et productrice marocaine.

## Biographie
Née en 1948, Farida Benlyazid découvre le cinéma avec ses parents. « Ma mère aimait beaucoup le cinéma, elle m’emmenait voir des films très petite. Tanger est internationale, donc on avait des cinémas du monde entier. Je me rappelle avoir vu Autant en emporte le vent en espagnol, et puis des films égyptiens et indiens avec mes frères. Avec mes copines du lycée français, on allait voit des films européens doublés en français », raconte-t-elle. Elle se passionne pour cet art et suit une formation en cinéma et en littérature à l'université Paris-VIII. Puis, elle poursuit à l’École supérieure d'études cinématographiques à Paris dont elle sort en 1976,,. Elle effectue ensuite quelques stages puis rentre au Maroc.
En 1978, elle participe à la production du premier long-métrage duréalisateur marocain Jillali Ferhati, Une brèche dans le mur. Jillali Ferhati et elle sont de la même génération, nés tous les deux en 1948. L'année suivante, elle est scénariste pour ce même réalisateur et pour son film Poupées de roseau, consacrée à la condition de la femme dans les sociétés musulmanes contemporaines. Toujours en 1979, elle réalise un premier court-métrage, Identité de femme. Elle est également journaliste et critique de cinéma pour différentes publications, notamment El Mundo, ou des publications de la maison d'édition Autrement.
En 1988, elle réalise son premier long-métrage Bab al-samâ maftooh [en français Une porte sur le ciel]. Ses films les plus populaires sont Bab al-samâ maftooh (1989), Keïd Ensa (1999) et Nia taghled (2000). Le film Keïd Ensa [en français Ruses de femmes], diffusé initialement en 1999, devient l'un de ses longs métrages les plus connus au Maroc et, rediffusé en 2022 sur la place Jemaa El-Fna au cœur de la médina de Marrakech, dans le cadre du festival international du film de cette ville connaît à nouveau une affluence.
Elle dirige un total de six films, écrit également des scénarios, produit plusieurs films, et crée deux documentaires. En 1991, elle crée aussi sa propre société de production appelée Tingitania Films. Ses films mettent  l'accent sur le rôle de la femme marocaine,  de l'indépendance de ce pays en 1956 jusqu'à nos jours. Ses films, bien que positifs avec la culture marocaine, sont subtilement critiques de certains éléments de cette société.

## Présentation de quelques œuvres

### Bab al-samâ maftooh
Bab al-samâ maftooh (en français, "Une porte sur le Ciel"), sorti en 1989 est l'une de ses œuvres les plus populaires. Elle a été diffusée en France, au Maroc et en Tunisie.
Le personnage principal de Bab al-samâ maftooh, Nadia, quitte Paris, où elle vit, pour sa maison natale à Fès, au Maroc, pour voir son père mourant. Lors de ses funérailles, elle rencontre une femme, Kirana. Les deux femmes deviennent des amies proches. Par le biais de Kirana, Nadia commence à s'intéresser à ses racines marocaines et à sa culture musulmane.  Nadia veut faire de la maison de son père une zaouïa (un refuge et un centre spirituel) dédiée aux femmes, malgré les réticences de ses frères et sœurs.
Bab al-samâ maftooh met en exergue les valeurs humaines et les valeurs de tolérance au sein de l'islam qui peut être, pour la réalisatrice «une porte sur le ciel», une ouverture spirituelle. Le film est dédié à une personnalité féminine historique de la ville de Fès, Fatima el Fihriya.

### Keïd Ensa
Keïd Ensa (en français, « Ruses de femmes ») est produit en 1999.
Le personnage principal, Lalla Aicha, est une femme qui a appris à lire et à écrire de son père. Le fils du sultan tombe amoureux d'elle, mais il est persuadé que les femmes ne seraient pas aussi intelligentes et rusées que les hommes. Pour lutter contre ses préjugés, Lalla lui joue un tour, se faufile dans sa maison et, grâce à différents subterfuges, lui rase sa barbe,.
Farida Benlyazid utilise dans ce film un conte traditionnel andalou, et procède à la manière de Shéhérazade pour remettre en cause en douceur les préjugés entre les hommes et les femmes.

### Casa ya casa!
Un père est à la recherche de sa fille, disparue. Le corps d'une amie de sa fille est retrouvée au fond d'un puits.
À travers ce thriller, Farida Benlyazid offre une vue décapante de certains dessous de la société marocaine : jeunes qui se débrouillent, développement économique mais aussi contrebande, corruption, etc.,.

### Juanita de Tanger
C'est une adaptation d'un roman d'Ángel Vázquez, publié en 1976, La vida perra de Juanita Narboni (traduction française : La Chienne de vie de Juanita Narboni), où une femme égrène les souvenirs de sa vie, et de l'époque coloniale cosmopolite de Tanger.
Farida Benlyazid introduit dans cette adaptation des souvenirs de sa propre enfance, et s'attache aussi à l’histoire de Tanger, se centrant sur la période de 1930 à 1970, avec ce contexte du statut international de la zone de Tanger, les conséquences de  la guerre civile espagnole, la Seconde Guerre mondiale et l'invasion franquiste en 1940, etc. Puis elle suggère l'évolution post-coloniale de la ville.

## Filmographie
Principales œuvres par date de sortie.

### Réalisatrice de cinéma: longs métrages
- 1989 : Bab Al-Sama Maftuh [Une porte sur le ciel]
- 1999 : Keïd Ensa [Ruses de femmes]
- 2002 : Casa ya casa [Casablanca Casablanca]
- 2005 : Juanita de Tanger
- 2013 : Frontieras (docufiction)

### Réalisatrice et productrice pour la télévision
- 2000 : Nia taghleb
- 2001 : El boukma

### Scénariste
- 1981 : Poupées de roseau de Jilali Ferhati
- 1989 : Badis de  Mohamed Abderrahman Tazi
- 1993 : Al-bahth an zaouj imaraatî [À la recherche du mari de ma femme] de  Mohamed Abderrahman Tazi
- 1999 : Keïd Ensa qu'elle réalise.
- 2000 : Nia taghleb qu'elle réalise.
- 2001 : El boukma qu'elle réalise.
- 2013 : Frontieras qu'elle réalise.

### Réalisatrice de courts métrages et de documentaires
- 1979 : Identité de femme
- 1993 : Aminata Traoré, une femme du Sahel
- 1995 : Sur la terrasse
- 2007 : Portrait of Khmissa: Little Creations, Sucar & Melha, Water, Bread
- 2014 : Mapa emocional de Tánger